# さし餌
さし餌（さしえ）とは飼い鳥が幼鳥の時に、飼い主が餌を与える行為のことを言う。
これをすると幼鳥は人の手を怖がらなくなり、さし餌を無事完了できたときは立派な手乗りの鳥に成長している。
さし餌には成鳥の食べる餌をお湯でふやかしたものが使われることが多く、さし餌の初期にはおよそ三時間おきに餌をやる必要がある。また、さし餌用の餌は作り置きしておくとすぐに腐ってしまうため、その都度作り直す必要がある。
さし餌を完了する時期は鳥の種類や環境によって異なる。飼い主がさし餌をやめないと、成鳥になってもさし餌をねだる個体もいる。特にオカメインコは比較的甘えん坊な性格の個体が多いので、飼い主がきっぱりとやめなければならないことが多い。さし餌を切り上げなかった場合、一人餌になっても十分に栄養がとれないため栄養失調になったり、さらにはそ嚢炎になるなど命に関わる危険性がある。
なお、鳥類の中でもあひるなどは生まれてから約三日で一人餌になるのでさし餌の時期が全くない。

## 粟玉を使ったさし餌
1. むきアワ300gをフライパンで数分間カラ煎りする
2. 新聞紙に広げて蒸気を飛ばす
3. ボウルに卵の黄身1個分を溶く
4. 冷ましたアワを卵のボウルに入れてよくまぶす
5. 新聞紙に広げて風通しの良い場所で乾燥させれば完成

できたさし餌は密閉容器に入れて冷蔵庫で10日くらい保存可能。幼鳥に与える時はお湯でふやかしてから与える。

## パウダーフードを使ったさし餌
近年外国で使われ始めたもの。お湯で粉状の餌を溶いて与える。